# Киноцентъра III
„Киноцентъра III“ е квартал на София, разположен в южната част на града. Намира се в полите на Витоша, между кв. „Бояна“ и кв. „Драгалевци“. Кварталът е известен с това, че в него се намира Националният киноцентър – „Бояна Филмс", който отделя вилната зона със същото име от жилищния квартал. Между квартал „Киноцентъра“ и вилната зона се намира и „Ботаническата градина“ към БАН. Северно от квартала минава Околовръстното шосе на София. Кварталът е застроен предимно с луксозни еднофамилни къщи. Автобус № 64 дава достъп от квартала до центъра на София, а автобус № 111 до кварталите „Младост“, „Овча купел“, „Горна баня“ и „Люлин“.

## Улици и произход на имената им
| Път                      | Наречен на                                        | Местоположение |
| ------------------------ | ------------------------------------------------- | -------------- |
| „Акад. Владимир Христов“ | Владимир Христов (1902 – 1979), геодезист         | Карта          |
| „Андезит“                | Андезит, вид скала                                | Карта          |
| „Арам Хачадурян“         | Арам Хачатурян (1903 – 1978), арменски композитор | Карта          |
| „Боянска“                | Бояна, квартал на София                           | Карта          |
| „Васка Баларева“         | Васка Попова-Баларева (1902 – 1979), художничка   | Карта          |
| „Голяма могила“          | Местен обект                                      | Карта          |
| „Градина“                | Градина, земеделско съоръжение                    | Карта          |
| „Детски мир“             | ?                                                 | Карта          |
| „Димитър Ил. Димитров“   | Димитър Димитров (1912 – 2006), хирург            | Карта          |
| „Здравец“                | Здравец (Geranium), род растения                  | Карта          |
| „Кумата“                 | Крум Новаков – Кумата (1898 – 1921), алпинист     | Карта          |
| „Момина могила“          | ?                                                 | Карта          |
| „Околовръстен път“       | –                                                 | Карта          |
| „Петко Наумов“           | Петко Наумов (1879 – 1933), композитор            | Карта          |
| „Полк. Антон Кръстев“    | Антон Кръстев (1894 – 1947), офицер               | Карта          |
| „Равна“                  | ?                                                 | Карта          |
| „Река Ягуля“             | Железнишка река, река в Софийско                  | Карта          |
| „Свети Йоан Богослов“    | Йоан Богослов (6 – 100), християнски апостол      | Карта          |
| „Свети Сава“             | ?                                                 | Карта          |
| „Сири дол“               | ?                                                 | Карта          |
| „Сойка“                  | Сойка (Garrulus glandarius), вид птици            | Карта          |
| „Тричкова могила“        | ?                                                 | Карта          |